# Лаванти
Лаванти (фр. Laventie) — коммуна во Франции, регион О-де-Франс, департамент Па-де-Кале, округ Бетюн, кантон Бёври. Город расположен в 16 км к северо-востоку от Бетюна и в 9 км к западу от Лилля, в 9 км от автомагистрали А25 Лилль-Дюнкерк. Известен своими вишнёвыми садами.
Население (2018) — 5 000 человек.

## Достопримечательности
- Церковь Святого Ведаста, построенная после Первой мировой войны

## Экономика
Структура занятости населения:
- сельское хозяйство — 6,9 %
- промышленность — 3,4 %
- строительство — 6,4 %
- торговля, транспорт и сфера услуг — 37,1 %
- государственные и муниципальные службы — 46,2  %

Уровень безработицы (2017) — 8,9 % (Франция в целом — 13,4 %, департамент Па-де-Кале — 17,2 %). 

Среднегодовой доход на 1 человека, евро (2017) — 22 680 (Франция в целом — 21 110, департамент Па-де-Кале — 18 610).

## Демография
Динамика численности населения, чел.

## Администрация
Пост мэра Лаванти с 2014 года занимает член партии Союз демократов и независимых Жан-Филипп Бонаэр (Jean-Philippe Boonaert). На муниципальных выборах 2020 года возглавляемый им центристский список победил в 1-м туре, получив 55,03 % голосов.
| Период | Период | Фамилия           | Партия                                                                   | Примечания                                               |
| ------ | ------ | ----------------- | ------------------------------------------------------------------------ | -------------------------------------------------------- |
| 1945   | 1977   | Дезире Фенар      | Народно-республиканское движение                                         | фермер, член Генерального совета департамента            |
| 1977   | 1993   | Анри Пёшуа        | Разные правые                                                            | дантист-протезист, член Генерального совета департамента |
| 1993   | 2014   | Роже Дуэ          | Разные правые, Союз за французскую демократию, Союз за народное движение | учитель, член Генерального совета департамента           |
| 2014   |        | Жан-Филипп Бонаэр | Союз демократов и независимых                                            | инженер                                                  |

## Города-побратимы
- Изерлон, Германия